# Petrisjtjevo
Petrisjtjevo (ryska Петрищево) är en by strax väster om staden Tarusa i Ruzskij rajon, som tillhör Moskva oblast i Ryssland. 
I Petrisjtjevo hängdes den 29 november 1941 partisanen Zoja Kosmodemjanskaja, som senare förärades titeln Sovjetunionens hjälte.